# Michel Hoeffel
Pour les articles homonymes, voir Hoeffel.
Michel Hoeffel, né le 11 juin 1935, et mort le 10 janvier 2017 à Strasbourg (Bas-Rhin),  est un pasteur luthérien d'Alsace qui exerça son ministère en paroisses et dans les instances de l’Église de la Confession d'Augsbourg d'Alsace et de Lorraine (ECAAL), comme inspecteur ecclésiastique, secrétaire général du directoire, organe dirigeant de l'église, et enfin président du directoire. Il a en outre exercé diverses responsabilités au sein de la Fédération protestante de France, de la Conférence des Églises riveraines du Rhin et de la Fédération luthérienne mondiale.

## Biographie

### Jeunesse et formation
Issu d'une famille luthérienne qui a fourni à l'Alsace de nombreux pasteurs et responsables politiques, Michel Hoeffel est né à Strasbourg le 11 juin 1935. Il est le fils de Robert Hoeffel, maire de Handschuheim et sénateur du Bas-Rhin et de Berthe Balliet, et frère cadet de l'ancien ministre Daniel Hoeffel.
Après une scolarité au Gymnase Jean-Sturm à Strasbourg, il fait des études de théologie à la Faculté de théologie protestante de Strasbourg et à celle de Paris, puis à l'université de Bâle. Il obtient une maîtrise. Il exerce son ministère pastoral d'abord à Lembach (1960-1967), où il reçoit l'ordination (1963), puis à Munster (1967-1977). 

### Carrière
Il devient responsable de l'inspection de Colmar en 1973, avec le titre d'inspecteur ecclésiastique, tout en restant pasteur à Munster jusqu'en 1977, date à laquelle il est nommé secrétaire général du Directoire de l’Église de la Confession d'Augsbourg d'Alsace et de Lorraine (ECAAL) durant la présidence du pasteur André Appel. En 1984 il souhaite retourner en paroisse et est nommé pasteur à Sainte-Aurélie de Strasbourg.
Michel Hoeffel est nommé président du directoire de l'ECAAL, sur proposition du Consistoire supérieur, par un décret ministériel du 21 mai 1987, succédant ainsi au pasteur Appel. Depuis cette date il a également été président de la Conférence des Églises riveraines du Rhin et vice-président de la Fédération Protestante de France. Enfin, il est élu en 1990 au conseil et au bureau exécutif de l'assemblée de la Fédération luthérienne mondiale réunie à Curitiba, au Brésil.
Deux évènements marquants de son mandat à la tête de l'ECAAL furent l'accueil par Michel Hoeffel, en compagnie de sa collègue le pasteur Thérèse Klipffel, présidente de l'église réformée d'Alsace-Lorraine (ERAL), en l'église luthérienne Saint-Thomas de Strasbourg, le 9 octobre 1988, du pape Jean-Paul II, pour une célébration commune,, ainsi qu'en 1989, la mise en œuvre de la réunion sous un même toit des deux directions d’Églises protestantes luthérienne et réformée d'Alsace et de Lorraine, notamment en rapprochant leurs services et commissions communes, ainsi qu'un centre de documentation, devenu depuis la médiathèque protestante de Strasbourg.
En octobre 1991, victime de problèmes de santé, Michel Hoeffel interrompt ses activités pendant dix mois, suppléé par le vice-président Christian Albecker. Il reprend cependant ses fonctions en 1992 jusqu'à sa retraite en 1997. Le pasteur Marc Lienhard lui succède à ce poste.
En 2015 il assiste à l'inauguration du Monument de la Paix dans la vallée de Munster, un des derniers projets qu'il aura inspiré et permis de faire aboutir. Les derniers mois sont consacrés à la préparation de son ultime ouvrage de réflexions paru en juin 2017.

## Vie privée
Il est marié et père de quatre enfants.

## Distinctions
- Chevalier de la Légion d'honneur (janvier 1998)[10]
- Chevalier de l'ordre national du Mérite

## Ouvrages
- Pasteur de tout cœur, La Nuée Bleue, Strasbourg, 2009.  (ISBN 978-2-7165-0744-8) (compte-rendu de François Uberfill dans Revue d'Alsace)
- "Vivre en paix: un rêve?", Éditions  du Signe, Eckbolsheim, 2017. Textes Michel Hoeffel - Poèmes Cléo A. Wiertz - Illustrations Dorothée Hoeffel-Souirji.  (ISBN 978-2-7468-3509-2)

Version française et allemande.